# Selección de fútbol sub-20 de Argelia
La Selección de fútbol sub-20 de Argelia, conocida también como la Selección juvenil de fútbol de Argelia, es el equipo que representa al país en la Copa Mundial de Fútbol Sub-20 y en el Campeonato Juvenil Africano, y es controlada por la Federación Argelina de Fútbol.

## Palmarés
- Campeonato Juvenil Africano: 1

1979

## Estadísticas

### Mundial Sub-20
| FIFA U-20 World Cup | FIFA U-20 World Cup | FIFA U-20 World Cup | FIFA U-20 World Cup | FIFA U-20 World Cup | FIFA U-20 World Cup | FIFA U-20 World Cup | FIFA U-20 World Cup | FIFA U-20 World Cup |
| Apariciones: 1      | Apariciones: 1      | Apariciones: 1      | Apariciones: 1      | Apariciones: 1      | Apariciones: 1      | Apariciones: 1      | Apariciones: 1      | Apariciones: 1      |
| Año                 | Ronda               | J                   | G                   | E                   | P                   | GF                  | GC                  |                     |
| ------------------- | ------------------- | ------------------- | ------------------- | ------------------- | ------------------- | ------------------- | ------------------- | ------------------- |
| 1977                | No clasificó        | No clasificó        | No clasificó        | No clasificó        | No clasificó        | No clasificó        | No clasificó        |                     |
| 1979                | Cuartos de final    | 4                   | 1                   | 2                   | 1                   | 2                   | 6                   |                     |
| 1981                | No clasificó        | No clasificó        | No clasificó        | No clasificó        | No clasificó        | No clasificó        | No clasificó        |                     |
| 1983                | No clasificó        | No clasificó        | No clasificó        | No clasificó        | No clasificó        | No clasificó        | No clasificó        |                     |
| 1985                | No clasificó        | No clasificó        | No clasificó        | No clasificó        | No clasificó        | No clasificó        | No clasificó        |                     |
| 1987                | No clasificó        | No clasificó        | No clasificó        | No clasificó        | No clasificó        | No clasificó        | No clasificó        |                     |
| 1989                | No clasificó        | No clasificó        | No clasificó        | No clasificó        | No clasificó        | No clasificó        | No clasificó        |                     |
| 1991                | No clasificó        | No clasificó        | No clasificó        | No clasificó        | No clasificó        | No clasificó        | No clasificó        |                     |
| 1993                | No clasificó        | No clasificó        | No clasificó        | No clasificó        | No clasificó        | No clasificó        | No clasificó        |                     |
| 1995                | No clasificó        | No clasificó        | No clasificó        | No clasificó        | No clasificó        | No clasificó        | No clasificó        |                     |
| 1997                | No clasificó        | No clasificó        | No clasificó        | No clasificó        | No clasificó        | No clasificó        | No clasificó        |                     |
| 1999                | No clasificó        | No clasificó        | No clasificó        | No clasificó        | No clasificó        | No clasificó        | No clasificó        |                     |
| 2001                | No clasificó        | No clasificó        | No clasificó        | No clasificó        | No clasificó        | No clasificó        | No clasificó        |                     |
| 2003                | No clasificó        | No clasificó        | No clasificó        | No clasificó        | No clasificó        | No clasificó        | No clasificó        |                     |
| 2005                | No clasificó        | No clasificó        | No clasificó        | No clasificó        | No clasificó        | No clasificó        | No clasificó        |                     |
| 2007                | No clasificó        | No clasificó        | No clasificó        | No clasificó        | No clasificó        | No clasificó        | No clasificó        |                     |
| 2009                | No clasificó        | No clasificó        | No clasificó        | No clasificó        | No clasificó        | No clasificó        | No clasificó        |                     |
| 2011                | No clasificó        | No clasificó        | No clasificó        | No clasificó        | No clasificó        | No clasificó        | No clasificó        |                     |
| 2013                | No clasificó        | No clasificó        | No clasificó        | No clasificó        | No clasificó        | No clasificó        | No clasificó        |                     |
| 2015                | No clasificó        | No clasificó        | No clasificó        | No clasificó        | No clasificó        | No clasificó        | No clasificó        |                     |
| 2017                | No clasificó        | No clasificó        | No clasificó        | No clasificó        | No clasificó        | No clasificó        | No clasificó        |                     |
| 2019                | No clasificó        | No clasificó        | No clasificó        | No clasificó        | No clasificó        | No clasificó        | No clasificó        |                     |
| 2023                | No clasificó        | No clasificó        | No clasificó        | No clasificó        | No clasificó        | No clasificó        | No clasificó        |                     |
| Total               | 1/23                | 4                   | 1                   | 2                   | 1                   | 2                   | 6                   |                     |

## Jugadores destacados
- Salah Assad
- Lakhdar Belloumi
- Rabah Madjer
- Djamel Menad
- Hocine Yahi
- Chaabane Merzekane